# Superfantástico
Superfantástico es el sexto álbum infantil de Tatiana, que fue lanzado en dos ocasiones: la primera en septiembre de 1998 y la segunda en noviembre del mismo año, con ligeras diferencias en las pistas contenidas.

## Información del álbum
Continuando con la línea de canciones infantiles, esta vez Tatiana, ya con más popularidad en México, interpreta en este álbum un repertorio de canciones conocidas por generaciones anteriores y que habían sido cantadas por celebridad que también se dedicaban a la música infantil, tal como Cepillín o Timbiriche. Se incluyeron en este álbum temas de antaño como «Hoy tengo que decirte papá», «En un bosque de la China» y «Susanita tiene un ratón». El álbum además incluía un juego de mesa, que venía plegado en la portada del CD.

## Promoción
El álbum, además de contar con tres sencillos oficiales, también contó con un videoclip: los sencillos fueron «Superfantástico», estrenado en las radios mexicanas en abril de 1998; «Hoy tengo que decirte papá», lanzado en julio de ese mismo año; y «Gotita de amor» promocionado en septiembre de 1998, además de ser el tema oficial de la telenovela infantil del mismo nombre producida por la empresa Televisa. Cabe destacar que estos temas también fueron promocionados en el programa de la cantante El espacio de Tatiana. El videoclip que acompañó la promoción de «Superfantástico» fue del tema «Baila conmigo», que resulta ser una versión del tema que Tatiana habría interpretado en 1987 y que además daba título al álbum pop juvenil que lanzó en aquel entonces.

## Lista de canciones
| #   | Título                                                                                                 | Duración  | Compositor                                     |
| --- | --- | --------- | ---------------------------------------------- |
| 1.  | Superfantástico                                                                                        | 3:38      | Gian Pietro Felissati                          |
| 2.  | La fiesta                                                                                              | 2:38      | Ma. Esther Aguirre                             |
| 3.  | Un pato                                                                                                | 2:48      | Jayme Silva                                    |
| 4.  | Susanita tiene un ratón                                                                                | 2:37      | Rafael Pérez Botija                            |
| 5.  | Es de chocolate                                                                                        | 3:12      | Michael Sullivan (versión Rafael Pérez Botija) |
| 6.  | El planeta hay que salvar (En el relanzamiento del álbum este tema es cambiado por <<Gotita de amor>>) | 3:00/2:55 | Tatiana/A. Gómez                               |
| 7.  | Hoy tengo que decirte papá                                                                             | 4:00      | Pedro Damián                                   |
| 8.  | Baila conmigo (El juego de Simón)                                                                      | 3:15      | D. Felissati                                   |
| 9.  | Las gotitas de agua (Tema suprimido en el relanzamiento del álbum)                                     | 3:12      | J. Cantoral                                    |
| 10. | Viva la gente (Up with the People)                                                                     | 3:12      | Paul Colwell                                   |
| 11. | En un bosque de la China                                                                               | 3:02      | Dominio público                                |
| 12. | Pajaritos a volar (El baile de los pajaritos)                                                          | 3:34      | Dominio público                                |
| 13. | Mamá                                                                                                   | 3:41      | Ámparo Rubín                                   |

## Curiosidades
El álbum originalmente se lanzó en México el 15 de septiembre de 1998 y su promoción durante el programa El espacio de Tatiana fue intensa. Sin embargo, un par de meses más tarde se reedita y es vuelto a lanzar el 24 de noviembre de 1998, está vez tanto para México como para Estados Unidos. En esta nueva versión, se cambiaba la canción «El planeta hay que salvar» por «Gotita de amor», además de eliminar la canción «Las gotitas de agua».